# Associazione Sportiva Roma 1983-1984
Questa voce raccoglie le informazioni riguardanti l'Associazione Sportiva Roma nelle competizioni ufficiali della stagione 1983-1984.

## Stagione

Pruzzo segna la rete dell'1-1 nella finale di Coppa dei Campioni all'Olimpico contro il Liverpool, poi persa ai tiri di rigore

Il campionato parte, per i campioni uscenti, con 3 vittorie consecutive garantenti l'iniziale primato. Alla 4ª giornata, i giallorossi sono battuti dal Torino per la prima sconfitta in Campionato dopo 12 giornate (l'ultimo knock out era stato con la Juventus il 6 marzo precedente).. Tra incertezze tattiche dovute a un nuovo assemblaggio di uomini, specialmente in difesa (Vierchowod, baluardo della Roma campione d'Italia, è richiamato dalla Sampdoria) e infortuni — in particolar modo quello di Ancelotti a novembre '83 che lo costringe a saltare l'intera stagione — la squadra perde definitivamente il primato, giungendo seconda alle spalle della Juventus.
Nei sedicesimi della Coppa dei Campioni (torneo nel quale la formazione è all'esordio assoluto), viene superato l'IFK Göteborg con un punteggio totale di 4-2, al quale fanno seguito le eliminazioni di CSKA Sofia e BFC Dynamo. La semifinale con il Dundee Utd rimane celebre per le accuse rivolte alla società di aver corrotto l'arbitro Vautrot: dopo aver perso 2-0 all'andata, i capitolini vincono per 3-0 la gara di ritorno accedendo alla finale. L'incontro con il Liverpool, peraltro formalmente giocato in casa, termina in favore degli inglesi ai tiri di rigore: decisive le assenze di Maldera, esperto rigorista, e del già citato Ancelotti.
Non sfugge però la Coppa Italia, vinta nella doppia sfida con il Verona: si trattò comunque di un magro contentino per gli uomini di Nils Liedholm, in procinto di accasarsi al Milan, che avevano iniziato la stagione con ben più rosee aspettative. Fu altresì l’ultima annata del capitano Agostino Di Bartolomei con la maglia della Roma: con il passaggio al Milan del tecnico svedese, il centrocampista romano decise di seguirlo nella sua nuova avventura. Fu la fine di un ciclo per la Roma: un fortunato quinquennio iniziato nella stagione 1979-1980 che ha fruttato trofei in campo nazionale quasi in ogni stagione.

## Divise e sponsor
Gli sponsor tecnici per la stagione 1983-1984 sono Patrick fino al 31 dicembre 1983 e Kappa dal 1º gennaio 1984, mentre lo sponsor ufficiale è Barilla.
La prima divisa è costituita da maglia rossa con colletto a polo giallo, pantaloncini rossi — con doppia banda a contrasto per la fornitura Patrick, a tinta unita per quella Kappa — e calzettoni rossi bordati di giallo. In trasferta i Lupi usano una maglia bianca con colletto giallorosso nel girone di andata e rosso in quello di ritorno, pantaloncini bianchi, calzettoni bianchi bordati di giallorosso nel girone di andata e di rosso in quello di ritorno. I portieri usano divise costituite da maglie grigie con decorazioni nere e/o rosse, pantaloncini e calzettoni neri. Tutte le divise presentano cucito sul petto lo scudetto.
| Casa (andata) | Casa (ritorno) | Trasferta (andata) | Trasferta (ritorno) | Finale Coppa dei Campioni |

In occasione della finale di Coppa dei Campioni, la Roma indossa una speciale versione della sua seconda divisa, priva sul busto sia del jersey sponsor (come impongono all'epoca i regolamenti confederali) sia, insolitamente, anche dello scudetto — sostituito dallo stemma sociale, che nel resto dell'annata è posizionato sulla manica destra.
| 1ª portiere | 2ª portiere |

## Organigramma societario
Di seguito l'organigramma societario.
Area direttiva
- Presidente: Dino Viola
- Vice presidente: Giovanni Guidi
- Consiglieri: Renzo Baldesi, Maurizio Baldieri, Alessandro Bassetti, Maurizio Bigelli, Antonio Cacciavillani, Gaetano Caltagirone, Massimo Castiello, Luciano Gaucci, Luigi Izzi, Gaetano La Cava, Vincenzo Malagò, Alessandro Mariangeli, Claudio Navarra, Salvatore Pieroni, Raffaele Ranucci, Alvaro Romiti, Paolo Tartaglia, Ettore Viola, Riccardo Viola
- Collegio sindacale: Giorgio Di Giuliomaria, Jono Donelli, Enrico Picchioni, Francesco Terracina, Fausto Placidi

Area organizzativa
- Segretario del consiglio di amministrazione: Lino Raule
- Segretario: Gilberto Viti
- Organizzazione: Umberto Esposito, Maurizio Cenci
- Amministrazione: Giuseppe Spada, Fausto Di Pietro
- Segreteria: Livia Rossi
- Economato: Marco Seghi

Area tecnica
- Direttore sportivo: Nardino Previdi
- Allenatore: Nils Liedholm
- Allenatore in seconda: Luciano Tessari
- Preparatore atletico: Gaetano Colucci

Area sanitaria
- Medico sociale: Ernesto Alicicco
- Massaggiatore: Vittorio Boldorini, Giorgio Rossi

## Rosa

Il tecnico Liedholm fra i due stranieri dell'annata, il confermato Falcão (a sinistra) e il neoacquisto Cerezo (a destra).

Di seguito la rosa.
| N. |                   | Ruolo | Calciatore           |
| -- | ----------------- | ----- | -------------------- |
|    | Italia (bandiera) | P     | Attilio Gregori      |
|    | Italia (bandiera) | P     | Astutillo Malgioglio |
|    | Italia (bandiera) | P     | Marco Savorani       |
|    | Italia (bandiera) | P     | Franco Superchi      |
|    | Italia (bandiera) | P     | Franco Tancredi      |
|    | Italia (bandiera) | D     | Dario Bonetti        |
|    | Italia (bandiera) | D     | Roberto Fois         |
|    | Italia (bandiera) | D     | Settimio Lucci       |
|    | Italia (bandiera) | D     | Aldo Maldera         |
|    | Italia (bandiera) | D     | Sebastiano Nela      |
|    | Italia (bandiera) | D     | Michele Nappi        |
|    | Italia (bandiera) | D     | Emidio Oddi          |
|    | Italia (bandiera) | D     | Paolo Petitti        |
|    | Italia (bandiera) | D     | Ubaldo Righetti      |
|    | Italia (bandiera) | D     | Viero Vignoli        |
|    | Italia (bandiera) | C     | Carlo Ancelotti      |

| N. |                    | Ruolo | Calciatore                        |
| -- | ------------------ | ----- | --------------------------------- |
|    | Brasile (bandiera) | C     | Toninho Cerezo                    |
|    | Italia (bandiera)  | C     | Odoacre Chierico                  |
|    | Italia (bandiera)  | C     | Bruno Conti                       |
|    | Italia (bandiera)  | C     | Stefano Desideri                  |
|    | Italia (bandiera)  | C     | Agostino Di Bartolomei (capitano) |
|    | Italia (bandiera)  | C     | Fabrizio Di Mauro                 |
|    | Brasile (bandiera) | C     | Paulo Roberto Falcão              |
|    | Italia (bandiera)  | C     | Giuseppe Giannini                 |
|    | Italia (bandiera)  | C     | Stefano Impallomeni               |
|    | Italia (bandiera)  | C     | Stefano Nobili                    |
|    | Italia (bandiera)  | C     | Mark Tullio Strukelj              |
|    | Italia (bandiera)  | A     | Corrado Baglieri                  |
|    | Italia (bandiera)  | A     | Paolo Baldieri                    |
|    | Italia (bandiera)  | A     | Francesco Graziani                |
|    | Italia (bandiera)  | A     | Roberto Pruzzo                    |
|    | Italia (bandiera)  | A     | Francesco Vincenzi                |

## Calciomercato
Di seguito il calciomercato.

### Sessione estiva
| Acquisti | Acquisti             | Acquisti         | Acquisti      |
| R.       | Nome                 | da               | Modalità      |
| -------- | -------------------- | ---------------- | ------------- |
| P        | Astutillo Malgioglio | Pistoiese        | definitivo    |
| D        | Dario Bonetti        | Sampdoria        | fine prestito |
| D        | Emidio Oddi          | Verona           | definitivo    |
| C        | Toninho Cerezo       | Atlético Mineiro | definitivo    |
| C        | Antonio Di Carlo     | Carrarese        | prestito      |
| C        | Mark Tullio Strukelj | Triestina        | comproprietà  |
| A        | Francesco Graziani   | Fiorentina       | definitivo    |
| A        | Francesco Vincenzi   | Pistoiese        | definitivo    |
| A        | Guido Ugolotti       | Pisa             | fine prestito |

| Cessioni | Cessioni              | Cessioni       | Cessioni      |
| R.       | Nome                  | a              | Modalità      |
| -------- | --------------------- | -------------- | ------------- |
| D        | Massimo Gregori       | Catania        | definitivo    |
| D        | Pietro Vierchowod     | Sampdoria      | fine prestito |
| C        | Gianni Boccia         | ?              |               |
| C        | Antonio Di Carlo      | Arezzo         | prestito      |
| C        | Paolo Giovannelli     | Pisa           | definitivo    |
| C        | Herbert Prohaska      | Austria Vienna | definitivo    |
| C        | Claudio Valigi        | Perugia        | definitivo    |
| A        | Paolo Alberto Faccini | Sambenedettese | definitivo    |
| A        | Maurizio Iorio        | Verona         | comproprietà  |
| A        | Sandro Tovalieri      | Pescara        | prestito      |
| A        | Guido Ugolotti        | Campobasso     | definitivo    |

### Sessione autunnale
| Acquisti | Acquisti | Acquisti | Acquisti |
| R.       | Nome     | da       | Modalità |
| -------- | -------- | -------- | -------- |

| Cessioni | Cessioni       | Cessioni | Cessioni |
| R.       | Nome           | a        | Modalità |
| -------- | -------------- | -------- | -------- |
| D        | Settimio Lucci | Avellino | prestito |

## Risultati

### Serie A

#### Girone di andata
| Arbitro: | D'Elia (Salerno) |

|                                    |           |  |
| Di Bartolomei 40’ (rig.) Conti 80’ | Marcatori |  |

| Arbitro: | Agnolin (Bassano del Grappa) |

|              |           |                       |
| Guerrini 34’ | Marcatori | 36’ Nela 63’ Graziani |

| Arbitro: | Mattei (Macerata) |

|                                     |           |                |
| Vincenzi 34’ Maldera 44’ Falcão 80’ | Marcatori | 28’ Battistini |

| Arbitro: | Redini (Pisa) |

|                   |           |                       |
| Hernández 7’, 39’ | Marcatori | 89’ (aut.) Zaccarelli |

| Arbitro: | Paparesta (Bari) |

|           |           |  |
| Conti 62’ | Marcatori |  |

| Arbitro: | Agnolin (Bassano del Grappa) |

|  |           |                    |
|  | Marcatori | 4’ Nela 63’ Pruzzo |

| Arbitro: | Bergamo (Livorno) |

|                                                  |           |               |
| Graziani 9’ Cerezo 20’ Falcão 33’ Conti 38’, 80’ | Marcatori | 70’ Dal Fiume |

| Arbitro: | Pieri (Genova) |

|          |           |  |
| Zico 85’ | Marcatori |  |

| Arbitro: | Vitali (Bologna) |

|            |           |               |
| Pruzzo 60’ | Marcatori | 72’ Novellino |

| Arbitro: | Redini (Pisa) |

|               |           |  |
| Beccalossi 8’ | Marcatori |  |

| Arbitro: | Casarin (Milano) |

|                       |           |                      |
| Platini 72’ Penzo 77’ | Marcatori | 62’ Conti 90’ Pruzzo |

| Arbitro: | Lo Bello (Siracusa) |

|                             |           |                      |
| Falcão 24’, 57’ Maldera 89’ | Marcatori | 81’ Biagini 87’ Díaz |

| Firenze 18 dicembre 1983, ore 14:30 13ª giornata | Fiorentina                   | 0 – 0 referto | Roma | Stadio Comunale (circa 50.000 spett.)\| Arbitro: \| Agnolin (Bassano del Grappa) \| |
| Arbitro:                                         | Agnolin (Bassano del Grappa) |               |      |                                                                                     |

| Arbitro: | Bergamo (Livorno) |

|             |           |  |
| Maldera 32’ | Marcatori |  |

| Arbitro: | D'Elia (Salerno) |

|                |           |  |
| Di Gennaro 82’ | Marcatori |  |

#### Girone di ritorno
| Arbitro: | Barbaresco (Cormons) |

|                    |           |              |
| Bonetti 56’ (aut.) | Marcatori | 33’ Strukelj |

| Arbitro: | Lo Bello (Siracusa) |

|            |           |             |
| Pruzzo 36’ | Marcatori | 53’ Mancini |

| Arbitro: | Agnolin (Bassano del Grappa) |

|           |           |            |
| Verza 54’ | Marcatori | 69’ Pruzzo |

| Arbitro: | Casarin (Milano) |

|                        |           |             |
| Maldera 28’ Pruzzo 83’ | Marcatori | 31’ Dossena |

| Arbitro: | Barbaresco (Cormons) |

|  |           |                  |
|  | Marcatori | 5’, 82’ Graziani |

| Arbitro: | Agnolin (Bassano del Grappa) |

|                                     |           |                        |
| Di Bartolomei 40’ (rig.) Cerezo 52’ | Marcatori | 9’, 25’ (rig.) D'Amico |

| Arbitro: | Bergamo (Livorno) |

|            |           |                            |
| Casale 59’ | Marcatori | 15’ Graziani 62’ Bonetti I |

| Arbitro: | Mattei (Macerata) |

|                                                   |           |            |
| Falcão 31’ Cerezo 68’ Conti 73’ Di Bartolomei 87’ | Marcatori | 20’ Edinho |

| Ascoli Piceno 25 marzo 1984, ore 15:30 24ª giornata | Ascoli        | 0 – 0 referto | Roma | Stadio Cino e Lillo Del Duca\| Arbitro: \| Redini (Pisa) \| |
| Arbitro:                                            | Redini (Pisa) |               |      |                                                             |

| Arbitro: | D'Elia (Salerno) |

|                          |           |  |
| Di Bartolomei 24’ (rig.) | Marcatori |  |

| Roma 15 aprile 1984, ore 15:30 26ª giornata | Roma             | 0 – 0 referto | Juventus | Stadio Olimpico di Roma\| Arbitro: \| Casarin (Milano) \| |
| Arbitro:                                    | Casarin (Milano) |               |          |                                                           |

| Arbitro: | Bergamo (Livorno) |

|                          |           |                       |
| Díaz 64’ Tagliaferri 90’ | Marcatori | 24’ Pruzzo 51’ Cerezo |

| Arbitro: | Ballerini (La Spezia) |

|                      |           |             |
| Pruzzo 15’ Conti 40’ | Marcatori | 60’ Monelli |

| Arbitro: | Pezzella (Frattamaggiore) |

|                                  |           |                              |
| Carnevale 55’ Torrisi 83’ (rig.) | Marcatori | 23’ Maldera III 29’ Chierico |

| Arbitro: | Redini (Pisa) |

|                                          |           |                       |
| Cerezo 28’, 50’ Di Bartolomei 46’ (rig.) | Marcatori | 1’ Storgato 41’ Iorio |

### Coppa Italia

#### Fase a gironi
| Arbitro: | Pairetto (Nichelino) |

|               |           |                              |
| Cinquetti 68’ | Marcatori | 54’, 63’ Vincenzi 75’ Pruzzo |

| Arbitro: | Mattei (Macerata) |

|  |           |              |
|  | Marcatori | 52’ Vincenzi |

| Arbitro: | Ballerini (La Spezia) |

|                                |           |  |
| Pruzzo 24’ (rig.) Strukelj 70’ | Marcatori |  |

| Arbitro: | Lanese (Messina) |

|                                          |           |                          |
| Cerezo 18’, 70’ Graziani 31’ Maldera 42’ | Marcatori | 14’ Coppola 66’ Graziani |

| Arbitro: | Menicucci (Firenze) |

|                |           |              |
| Battistini 32’ | Marcatori | 22’ Vincenzi |

#### Fase finale
| Arbitro: | Lombardo (Marsala) |

|                           |           |  |
| Vincenzi 45’ Graziani 81’ | Marcatori |  |

| Arbitro: | Esposito (Torre del Greco) |

|  |           |            |
|  | Marcatori | 37’ Cerezo |

| Arbitro: | Lo Bello (Siracusa) |

|                          |           |                  |
| Di Bartolomei 56’ (rig.) | Marcatori | 48’ (aut.) Nappi |

| Arbitro: | Redini (Pisa) |

|             |           |                |
| Carotti 33’ | Marcatori | 2’, 94’ Cerezo |

| Arbitro: | Bergamo (Livorno) |

|              |           |                            |
| Selvaggi 60’ | Marcatori | 6’ Conti 50’, 80’ Strukelj |

| Arbitro: | Lo Bello (Siracusa) |

|           |           |  |
| Conti 81’ | Marcatori |  |

| Arbitro: | Casarin (Milano) |

|              |           |            |
| Storgato 73’ | Marcatori | 48’ Cerezo |

| Arbitro: | Casarin (Milano) |

|                    |           |  |
| Ferroni 27’ (aut.) | Marcatori |  |

### Coppa dei Campioni
| Arbitro: | Docev |

|                                   |           |  |
| Vincenzi 51’ Conti 62’ Cerezo 70’ | Marcatori |  |

| Arbitro: | Van Langenhove |

|                         |           |            |
| Gardner 1’ Holmgren 73’ | Marcatori | 60’ Pruzzo |

| Arbitro: | Vautrot |

|  |           |            |
|  | Marcatori | 63’ Falcão |

| Arbitro: | Daina |

|              |           |  |
| Graziani 80’ | Marcatori |  |

| Arbitro: | Keizer |

|                                    |           |  |
| Graziani 67’ Pruzzo 75’ Cerezo 90’ | Marcatori |  |

| Arbitro: | Johansson |

|                    |           |          |
| Thom 76’ Ernst 86’ | Marcatori | 56’ Oddi |

| Arbitro: | Kirschen |

|                     |           |  |
| Dodds 48’ Stark 60’ | Marcatori |  |

| Arbitro: | Vautrot |

|                                          |           |  |
| Pruzzo 23’, 38’ Di Bartolomei 58’ (rig.) | Marcatori |  |

| Arbitro: | Fredriksson |

|                                 |                      |                                       |
| Neal 14’                        | Marcatori            | 43’ Pruzzo                            |
| Nicol Neal Souness Rush Kennedy | Tiri di rigore 4 – 2 | Di Bartolomei Conti Righetti Graziani |

## Statistiche

### Statistiche di squadra
Di seguito le statistiche di squadra.
| Competizione       | Punti | In casa | In casa | In casa | In casa | In casa | In casa | In trasferta | In trasferta | In trasferta | In trasferta | In trasferta | In trasferta | Totale | Totale | Totale | Totale | Totale | Totale | DR  |
| Competizione       | Punti | G       | V       | N       | P       | Gf      | Gs      | G            | V            | N            | P            | Gf           | Gs           | G      | V      | N      | P      | Gf     | Gs     | DR  |
| ------------------ | ----- | ------- | ------- | ------- | ------- | ------- | ------- | ------------ | ------------ | ------------ | ------------ | ------------ | ------------ | ------ | ------ | ------ | ------ | ------ | ------ | --- |
| Serie A            | 41    | 15      | 11      | 4       | 0       | 31      | 13      | 15           | 4            | 7            | 4            | 17           | 15           | 30     | 15     | 11     | 4      | 48     | 28     | +20 |
| Coppa Italia       | -     | 6       | 5       | 1       | 0       | 11      | 3       | 7            | 5            | 2            | 0            | 12           | 5            | 13     | 10     | 3      | 0      | 23     | 8      | +15 |
| Coppa dei Campioni | -     | 4       | 4       | 0       | 0       | 10      | 0       | 5            | 1            | 1            | 3            | 4            | 7            | 9      | 5      | 1      | 3      | 14     | 7      | +7  |
| Totale             | -     | 25      | 20      | 5       | 0       | 52      | 16      | 27           | 10           | 10           | 7            | 33           | 27           | 52     | 30     | 15     | 7      | 85     | 43     | +42 |

### Andamento in campionato
| Giornata  | 1 | 2 | 3 | 4 | 5 | 6 | 7 | 8 | 9 | 10 | 11 | 12 | 13 | 14 | 15 | 16 | 17 | 18 | 19 | 20 | 21 | 22 | 23 | 24 | 25 | 26 | 27 | 28 | 29 | 30 |
| --------- | - | - | - | - | - | - | - | - | - | -- | -- | -- | -- | -- | -- | -- | -- | -- | -- | -- | -- | -- | -- | -- | -- | -- | -- | -- | -- | -- |
| Luogo     | C | T | C | T | C | T | C | T | C | T  | T  | C  | T  | C  | T  | T  | C  | T  | C  | T  | C  | T  | C  | T  | C  | C  | T  | C  | T  | C  |
| Risultato | V | V | V | P | V | V | V | P | N | P  | N  | V  | N  | V  | P  | N  | N  | N  | V  | V  | N  | V  | V  | N  | V  | N  | N  | V  | N  | V  |
| Posizione | 1 | 1 | 1 | 2 | 2 | 1 | 1 | 1 | 1 | 3  | 2  | 2  | 2  | 2  | 3  | 3  | 3  | 4  | 3  | 2  | 2  | 2  | 2  | 2  | 2  | 2  | 2  | 2  | 2  | 2  |

Legenda:

Luogo: C = Casa; T = Trasferta. Risultato: V = Vittoria; N = Pareggio; P = Sconfitta.

### Statistiche dei giocatori
Desunte dai tabellini del Corriere dello Sport, de L'Unità e de La Stampa.
| Giocatore        | Serie A  | Serie A | Coppa Italia | Coppa Italia | Coppa dei Campioni | Coppa dei Campioni | Totale   | Totale |
| Giocatore        | Presenze | Reti    | Presenze     | Reti         | Presenze           | Reti               | Presenze | Reti   |
| ---------------- | -------- | ------- | ------------ | ------------ | ------------------ | ------------------ | -------- | ------ |
| A. Gregori       | -        | -       | -            | -            | -                  | -                  | -        | -      |
| A. Malgioglio    | 1        | -2      | 3            | -1           | 0                  | -0                 | 4        | -3     |
| M. Savorani      | -        | -       | -            | -            | -                  | -                  | -        | -      |
| F. Superchi      | -        | -       | 0            | 0            | -                  | -                  | 0        | 0      |
| F. Tancredi      | 30       | -26     | 11           | -7           | 9                  | -7                 | 50       | -40    |
| D. Bonetti       | 13       | 1       | 4            | 0            | 5                  | 0                  | 22       | 1      |
| R. Fois          | -        | -       | 0            | 0            | -                  | -                  | 0        | 0      |
| S. Lucci         | -        | -       | 0            | 0            | -                  | -                  | 0        | 0      |
| A. Maldera       | 25       | 5       | 11           | 1            | 7                  | 0                  | 43       | 6      |
| S. Nela          | 27       | 2       | 7            | 0            | 7                  | 0                  | 41       | 2      |
| M. Nappi         | 11       | 0       | 10           | 0            | 2                  | 0                  | 23       | 0      |
| E. Oddi          | 18       | 0       | 11           | 0            | 7                  | 1                  | 36       | 1      |
| P. Petitti       | 0        | 0       | 1            | 0            | -                  | -                  | 1        | 0      |
| U. Righetti      | 21       | 0       | 6            | 0            | 9                  | 0                  | 36       | 0      |
| V. Vignoli       | -        | -       | 0            | 0            | -                  | -                  | 0        | 0      |
| C. Ancelotti     | 9        | 0       | 5            | 0            | 4                  | 0                  | 18       | 0      |
| T. Cerezo        | 30       | 6       | 11           | 6            | 9                  | 2                  | 50       | 14     |
| O. Chierico      | 17       | 1       | 9            | 0            | 7                  | 0                  | 33       | 1      |
| B. Conti         | 27       | 7       | 7            | 2            | 9                  | 1                  | 43       | 10     |
| S. Desideri      | -        | -       | 0            | 0            | -                  | -                  | 0        | 0      |
| A. Di Bartolomei | 28       | 5       | 12           | 1            | 8                  | 1                  | 48       | 7      |
| F. Di Mauro      | -        | -       | 0            | 0            | -                  | -                  | 0        | 0      |
| P. R. Falcão     | 27       | 5       | 8            | 0            | 8                  | 1                  | 43       | 6      |
| G. Giannini      | 2        | 0       | 3            | 0            | -                  | -                  | 5        | 0      |
| S. Impallomeni   | 0        | 0       | 1            | 0            | -                  | -                  | 1        | 0      |
| S. Nobili        | -        | -       | 0            | 0            | -                  | -                  | 0        | 0      |
| M. T. Strukelj   | 11       | 1       | 8            | 3            | 1                  | 0                  | 20       | 4      |
| C. Baglieri      | -        | -       | 1            | 0            | -                  | -                  | 1        | 0      |
| P. Baldieri      | 1        | 0       | 1            | 0            | -                  | -                  | 2        | 0      |
| F. Graziani      | 24       | 5       | 10           | 2            | 9                  | 2                  | 43       | 9      |
| R. Pruzzo        | 27       | 8       | 9            | 2            | 7                  | 5                  | 43       | 15     |
| F. Vincenzi      | 11       | 1       | 10           | 5            | 2                  | 1                  | 23       | 7      |

## Giovanili

Un undici della squadra Primavera per la quarta volta campione d'Italia di categoria; tra di loro la futura bandiera romanista Giannini, un altro idolo giallorosso come Desideri, e un protagonista del calcio italiano a venire come Di Livio.

### Organigramma
Di seguito l'organigramma.
Area sportiva
- Responsabile settore giovanile: Giorgio Perinetti

Area tecnica
- Primavera
  - Allenatore: Romeo Benetti

### Piazzamenti
- Primavera:
  - Campionato Primavera: vincitore
  - Coppa Italia Primavera: ?
  - Torneo di Viareggio: 4º posto

### Videografia
- Manuela Romano (a cura di), La storia della A.S. Roma (10 DVD-Video), Corriere dello Sport, Rai Trade, 2006.